# Wallenia
Wallenia es un género de arbustos pertenecientes a la antigua familia  Myrsinaceae, ahora subfamilia Myrsinoideae. Comprende 38 especies descritas y de estas, solo 7 aceptadas.

## Taxonomía
El género fue descrito por Peter Olof Swartz y publicado en Nova Genera et Species Plantarum seu Prodromus 31. 1788. La especie tipo es: Wallenia laurifolia Sw. 

## Algunas especies aceptadas
A continuación se brinda un listado de las especies del género Wallenia aceptadas hasta noviembre de 2013, ordenadas alfabéticamente. Para cada una se indica el nombre binomial seguido del autor, abreviado según las convenciones y usos.
- Wallenia bumelioides (Griseb.) Mez - curbana macho[4] en Cuba
- Wallenia clusioides (Griseb.) Mez
- Wallenia jacquinioides (Griseb.) Mez
- Wallenia lamarckiana (A. DC.) Mez
- Wallenia purpurascens (Urb.) Mez
- Wallenia subverticillata (Britton) Ekman ex Urb.
- Wallenia xylosteoides (Griseb.) Mez